# バスタイ (小惑星)
バスタイ（26757 Bastei）は、小惑星帯にある小惑星である。ドイツのドレバッハ国民天文台 (Volkssternwarte Drebach) で発見された。
ザクセンスイス国立公園の景勝地の地名、バスタイ (Bastei)、またはエルベ川にそびえ建つ、切り立った岩山の名前から命名された。